# Франк Кристофер Станислаус Энтони
Франк Кристофер Станислаус Энтони (род. 1967 год.) — нынешний Министр по делам культуры, молодежи и спорта Кооперативной Республики Гайаны, член Народной прогрессивной партии Гайяны. Выпускник Университета дружбы народов им. П. Лумумбы (1993).

## Биография
Франк Кристофер Станислаус Энтони родился в 1967 году. В 1993 году окончил медицинский факультет Российского университета дружбы народов по специальности «лечебное дело».
Продолжил образование в Израиле. Учился в Университете Хебрю (Еврейский университет в Иерусалиме), Школе общественного здоровья и здравоохранения им. Джозефа и Беллы Браун в Иерусалиме, Израиль. Закончив учебу, получил степень магистра «здравоохранения».
Вернувшись на родину, работал в медицинских учреждениях Гайяны. С 1993 по 1996 год — врач Джорджтаунского госпиталя. В 1996—1999 годах — врач, Ист Кост Демерара.
В последующем, в Министерстве здравоохранения Гайаны был координатором проекта по борьбе с инфекционными заболеваниями в стране (1999), работал эпидемиологом (2001), исполнительным директором Управления по развитию системы здравоохранения Гайаны (2001—2006). В разные годы занимал государственные должности: руководил Национальным комитетом по делам молодежи, занимал должность заместителя председателя Совета директоров госпиталя в Джорджтауне, был вице-председателем Комиссии по этническим отношениям, первым секретарем молодежной организации Народной прогрессивной партии Гайаны, работал в комиссии по конституционной реформе, комиссии по делам пенсионеров, в комитетах по национальному спорту, контролю за содержанием заключенных и в государственном Совете по условно-досрочному освобождению.
В 2006 году назначен министром по делам культуры, молодежи и спорта Гайаны. В настоящее время избран в Парламент страны, является членом Народной прогрессивной партии Гайяны.

## Семейная жизнь
Франк Кристофер Станислаус Энтони женат, растит двоих детей. Интересуется чтением книг и нумизматикой.